# Vince Taylor
Vincent Caldwell "Vince" Taylor (nacido el 11 de septiembre de 1960 en Lexington, Kentucky) es un exjugador de baloncesto estadounidense que jugó una temporada en la NBA, y posteriormente en la liga francesa y en la liga belga. Con 1,96 metros de estatura, jugaba en la posición de escolta. Actualmente es entrenador asistente de la Universidad de Florida Central.

## Trayectoria deportiva

### Universidad
Tras disputar en 1994 el prestigioso McDonald's All American Game, jugó durante cuatro temporadas con los Blue Devils de la Universidad de Duke, en las que promedió 12,1  puntos y 2,9 rebotes por partido. En su última temporada fue elegido en el mejor quinteto de la ACC y recibió una mención honorífica del All-American tras liderar la conferencia en anotación, con 20,2 puntos por partido.

### Profesional
Fue elegido en la trigésimo cuarta posición del Draft de la NBA de 1982 por New York Knicks, donde jugó una temporada como suplente, promediando 3,1 puntos y 1,3 asistencias por partido. Al año siguiente fue traspasado, junto con una primera ronda del draft del 84 a Indiana Pacers, pero no llegó a formar parte de la plantilla.
Su carrera contunuó en Europa, principalmente en la liga francesa y la liga belga, hasta retirarse en 1997.

### Entrenador
Nada más dejar el baloncesto en activo regresó a su país, donde comenzó a ejercer de asistente en la Universidad de Pittsburgh, ejerciendo el mismo puesto al siguiente en Wyoming. En 1999 se marcharía a la Universidad de Louisville nuevamente como asistente, donde permanecería hasta 2005.
En la temporada 2005-06 de la NBA ficha por Minnesota Timberwolves como asistente de Dwane Casey, permaneciendo dos años en el puesto, para regresar posteriormente al ámbito universitario, ocupando el puesto que mantiene en la actualidad en la Universidad de Minnesota.

## Estadísticas de su carrera en la NBA

### Temporada regular
| Temporada | Edad | Equipo          | Liga | P  | TIT | MIN  | TC  | TCA | %TC  | 3P  | 3PA | %3P | TL  | TLA | %TL  | R.OF. | R.DEF. | REB | ASIS | ROB | TAP | PER | FP  | PTS |
| 1982-83   | 22   | New York Knicks | NBA  | 31 | 0   | 10.4 | 1.2 | 3.3 | .363 | 0.0 | 0.0 |     | 0.7 | 1.0 | .656 | 0.6   | 0.5    | 1.2 | 1.3  | 0.6 | 0.1 | 1.0 | 1.7 | 3.1 |
| Total     |      |                 | NBA  | 31 | 0   | 10.4 | 1.2 | 3.3 | .363 | 0.0 | 0.0 |     | 0.7 | 1.0 | .656 | 0.6   | 0.5    | 1.2 | 1.3  | 0.6 | 0.1 | 1.0 | 1.7 | 3.1 |